# 성천항 (부안군)
성천항은 전북특별자치도 부안군 변산면 운산리에 있는 어항이다. 지방어항으로 지정하여 관리하고 있다. 시설관리자는 부안군수이다.

## 어항 구역
성천항의 어항구역은 다음과 같다.
- 방파제 단부 북동측의 점에서 정서 방향과 정남 방향의 선상에 형성되는 공유수면 27,000m2

## 개발 계획
2010년 7월 9일 고시된 성천항 개발계획의 주요내용은 다음과 같다.
- 외측방파제: 간부 75m (사석경사제 + 다목적호안블록), 두부 10m (사석경사제)
- 내측방파제: 20m (중공 블록식)
- 물양장: 232m (콘크리트 블록식)
- 선양장: 25m
- 박지 준설: 1,034m3